# Cupido emelina
Cupido emelina är en fjärilsart som beskrevs av De L'orza 1869. Cupido emelina ingår i släktet Cupido och familjen juvelvingar. Inga underarter finns listade i Catalogue of Life.